# Брок Адамс
Брокман «Брок» Адамс (англ. Brockman «Brock» Adams; нар. 13 січня 1927, Атланта, Джорджія — пом. 10 вересня 2004, Стівенсвілль, Меріленд) — американський політик. Він представляв штат Вашингтон в обох палатах Конгресу США, спочатку у Палаті представників з 1965 по 1977, а потім у Сенаті з 1987 по 1993 роки. Міністр транспорту США при президенті Джиммі Картері з 1977 по 1979.
Адамс служив у ВМС Сполучених Штатів з 1944 по 1946. У 1949 році він отримав ступінь бакалавра в Університеті Вашингтона і юридичну ступінь у 1952 році у Гарвардській школі права. Потім він почав свою кар'єру як адвокат у Сіетлі.
У 1992 році вісім жінок звинуватили його у Seattle Times у сексуальних домаганнях, одна з них говорила навіть про зґвалтування у газетній статті. Адамс сказав не визнав сою вину, але вирішив не балотуватися на переобрання до Сенату.